# Efferia fortis
Efferia fortis är en tvåvingeart som först beskrevs av Walker 1855.  Efferia fortis ingår i släktet Efferia och familjen rovflugor. Inga underarter finns listade i Catalogue of Life.